# Скиопо (Перуђа)
Скиопо је насеље у Италији у округу Перуђа, региону Умбрија.
Према процени из 2011. у насељу је живело 6 становника. Насеље се налази на надморској висини од 479 м.